# Ohrada (Žižkov)

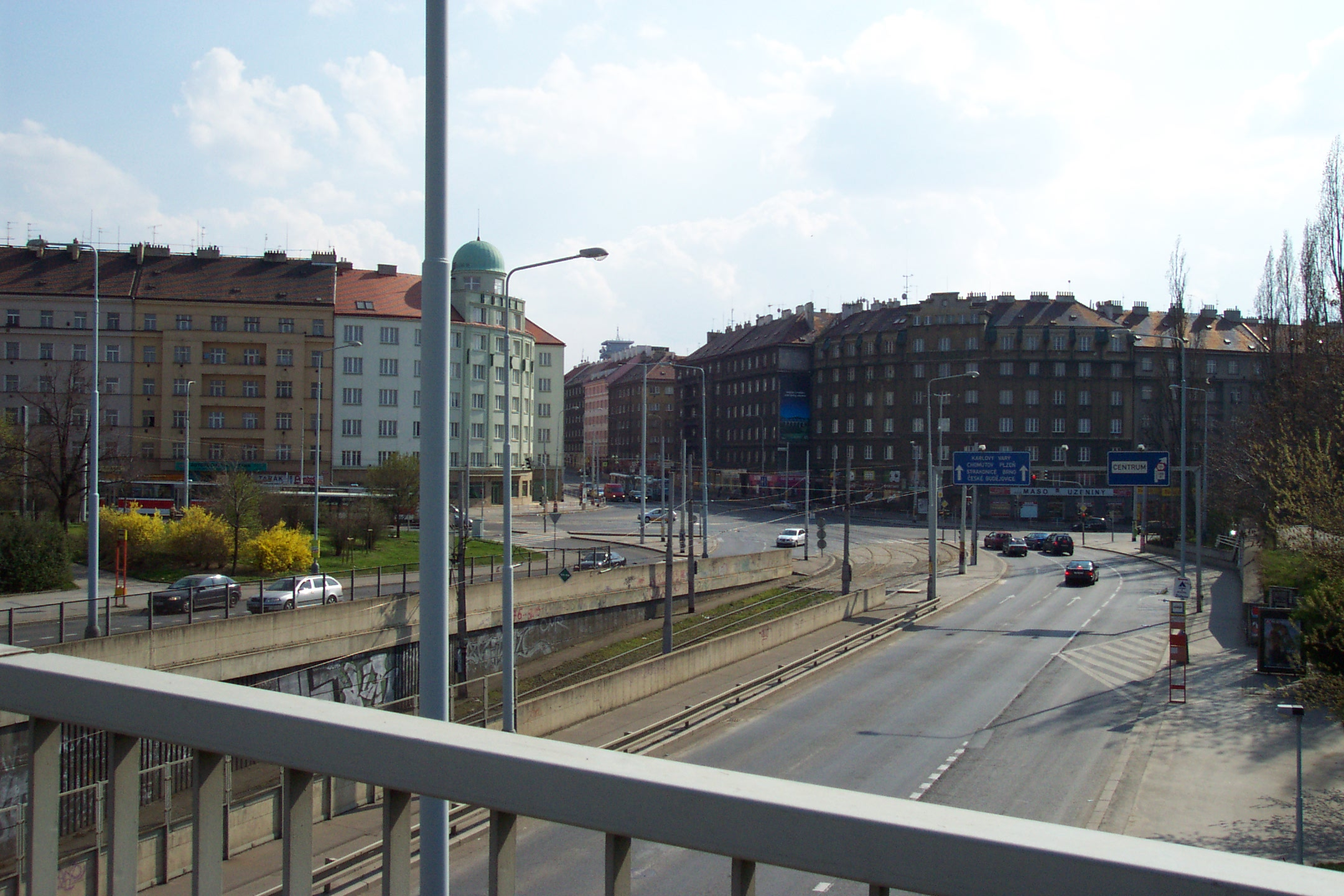
Pohled od severu, z lávky přes ulici Pod Krejcárkem (2007)

Ohrada je významná dopravní křižovatka v Praze, jeden z nejkomplikovanějších dopravních uzlů na území Prahy 3. Kříží se zde ulice Hartigova, Jana Želivského a Pod Krejcárkem. 
Od křižovatky je možné nejpohodlnějším způsobem dojít na Vítkov k Národnímu památníku. 

## Název
Název křižovatky připomíná stejnojmennou zaniklou viniční usedlost Ohrada z přelomu 14. a 15. století, která stávala v západní části nynější křižovatky v blízkosti ulic Zelenky-Hajského a Kališnické. Její zbytky byly odstraněny na začátku 20. století. Kromě křižovatky tuto usedlost připomínají i názvy blízkých ulic Na Ohradě a Nad Ohradou.

## Popis a historie
Hřbet Vítkova se v těchto místech pozvolna snižuje od vrcholu východním směrem. Strategicky výhodný přístup využila i křižácká vojska k útoku na husitskou obranu na vrchu Vítkově ve slavné bitvě v červenci 1420.
Později zde vzniklo několik viničních usedlostí, kromě již zmíněné usedlosti Ohrada to byly Pražačka (vinice je doložena v 16. století) a Rožmitálka.
Vedla tudy silnice mířící z centra Prahy Horskou branou do Českého Brodu a dále na Vídeň.
V roce 1910 byla v Hartigově ulici (tehdy to byla Poděbradova, za protektorátu Brněnská, v letech 1946–2023 Koněvova) zprovozněna tramvajová trať ve směru od západu na východ. Od roku 1977 vede již jen od křižovatky ve směru na východ, na Jarov (zbytky kolejí zůstaly v dlažbě křižovatky až do roku 1982). Kolmá trať jižním směrem v ulici Jana Želivského byla uvedena do provozu v roce 1937, pokračování na sever do Libně (tramvajová trať Ohrada–Palmovka) bylo vybudováno v letech 1988–1990.
V květnu 1945 v blízkosti křižovatky vzniklo několik barikád, které znemožnily ovládnutí křižovatky německými vojáky a zastavily jejich postup do centra města ve směru od Českého Brodu.
Od roku 1951 do roku 1966 jezdily na Ohradě i trolejbusy – byla tu smyčka pro obracení a trolejbusem se dalo dojet do Vysočan nebo přes Žižkov (ulicí Roháčovou) na Vinohrady do Slezské ulice.

### Objekty
Dvě nároží křižovatky jsou zastavěna od 30. letech 20. století budovami od stavitele Václava Drnce:
- jihovýchodní nároží, č.p. 1743/114: Hotel Vítkov (od roku 2024 nabízí tzv. colivingové bydlení)[5]
- podobně řešený protější dům Na Ohradě (jihozápadní nároží, č.p. 1686/112)

Na severozápadním nároží byl od roku 1888 velodrom Ohrada, po jeho zrušení tu od roku 1909 měl svůj první stadion fotbalový klub Viktoria Žižkov. Později tu bylo sportoviště a restaurace s letním posezením na zahrádkách (Žižkov BeerGarden). V roce 2024 byla v této části zahájena nová výstavba čtyř bytových domů (Rezidence Žižkovské zahrady).
Na severovýchodním nároží je stanice autobusu MHD a parčík (někdy využívaný bezdomovci); za parčíkem je trojdům postavený po druhé světové válce (architekti František Stalmach a Jan Hanuš Svoboda) pro družstvo Lidový demokrat.